# Aristida personata
Aristida personata är en gräsart som beskrevs av Johannes Jan Theodoor Henrard. Aristida personata ingår i släktet Aristida och familjen gräs.
Artens utbredningsområde är Queensland. Inga underarter finns listade i Catalogue of Life.